# Eberlin
Eberlin ist ein deutscher Familienname.

## Varianten
- Eber, Eberl, Eberle, Eberlein

## Namensträger
- August Eberlin (1838–1887), evangelischer Pfarrer und Heimatforscher
- Daniel Eberlin (1647–1715), deutscher Kapellmeister und Komponist
- Erik Conradt Eberlin (1899–1943), dänischer Schriftsteller
- Johann Eberlin von Günzburg (1470–1533), deutscher Theologe
- Johann Ernst Eberlin (1702–1762), deutscher Komponist
- Peter Eberlin (Maler) (ca. 1560–1623), deutscher Maler
- Peter Eberlin (Botaniker) (1862–1900), dänischer Botaniker
- Tobias Eberlin (1590–1671), deutscher Organist